# Varredura Z
A técnica de varredura Z (em  inglês z-scan) é uma técnica simples e sensível, amplamente utilizada para a medida do sinal e da magnitude das propriedades  ópticas não lineares de materiais. 
Foi proposta em 1989 por Mansoor Sheik-bahae, Ali A. Said, e Eric W. Van Stryland no Centro de Pesquisa e Educação em Óptica e Lasers (CREOL), Universidade da Flórida Central. 
Em particular, é utilizada para a caracterização do índice de refração não linear {\displaystyle n_{2}} (efeito kerr óptico) e o coeficiente de absorção não linear {\displaystyle \Delta \alpha }, por meio das configurações fechada e aberta, respectivamente. 
Os fenômenos típicos de absorção não linear envolvem, por exemplo, a absorção de dois fótons e a saturação de absorção.
Uma vez que a absorção não linear pode interferir na medida do índice de refração não linear, a configuração aberta é geralmente usada em conjunto com a configuração fechada, a fim de calcular o valor correto de {\displaystyle n_{2}}.
A técnica consiste em deslocar uma amostra fina ao longo da direção de propagação de um feixe laser, focalizado e com perfil transversal gaussiano, enquanto a radiação transmitida por esta é detectada no regime de campo distante.
A amostra é movimentada em torno da região focal, que define a posição {\displaystyle z=0}.
À medida que que amostra é aproximada do ponto focal a intensidade da radiação aumenta, pois há redução da área iluminada.
Desse modo, fenômenos ópticos não lineares são estimulados e, portanto, o índice de refração e o coeficiente de absorção da amostra são descritos, respectivamente, por:
{\displaystyle n=n_{0}+n_{2}I\,}
{\displaystyle \alpha =\alpha _{0}+\Delta \alpha I\,}
em que {\displaystyle n_{0}} corresponde ao  índice de refração linear e {\displaystyle \alpha _{0}} ao coeficiente de absorção linear. Como a amostra experimenta o valor máximo de intensidade no ponto focal da lente, propriedades ópticas não lineares são estimuladas em torno dessa região.
O nome varreduza Z se deve ao fato da amostra ser deslocada ao longo da direção de propagação do feixe. 
Essa direção é usualmente definida como eixo {\displaystyle {\hat {z}}} pela descrição matemática usual.

## Princípios experimentais
Um feixe laser pulsado e com perfil transversal gaussiano é focalizado, definindo no foco a posição {\displaystyle z=0}. 
Uma amostra é então deslocada ao longo do eixo de propagação, em torno da região focal.
À cada posição da amostra, a luz transmitida por esta é direcionada a um detector e um programa de aquisição registra a intensidade luminosa em função da posição {\displaystyle z} desta.
A transmitância em cada posição é então normalizada por um valor de referência.
Este pode ser tanto o sinal proveniente de um detector de referência, obtido adicionando um divisor de feixe anterior à lente de colimação, de forma que esse sinal é independente da posição da amostra. 
Outra possibilidade é utilizar o valor da transmitância em uma posição distante do foco, onde ocorrem apenas efeitos lineares.
Em ambos os casos, variações do valor da transmitância normalizada {\displaystyle T_{N}} com relação à unidade são devidas apenas aos fenômenos não lineares. 

### Configuração fechada
Na configuração fechada, uma íris é posicionada em frente ao detector de modo que apenas uma fração da luz transmitida é captada por esse.
Essa configuração experimental é sensível a mudanças na refração da amostra, permitindo a determinação do índice de refração não linear {\displaystyle n_{2}}.
A técnica de varredura-Z na configuração fechada é baseada no fenômeno de autofocalização, isso é, quando um feixe com perfil gaussiano incide sobre uma amostra com {\displaystyle n_{2}\neq 0}  há a formação de um gradiente transversal de índice de refração. 
Assim, a amostra se comporta como uma lente convergente se {\displaystyle n_{2}>0} ou divergente caso {\displaystyle n_{2}<0}. 
Supondo que um material com {\displaystyle n_{2}>0} seja posicionado em {\displaystyle z<0}, longe da região focal, não ocorrem fenômenos não lineares, uma vez que a intensidade luminosa é baixa. 
Desse modo, a transmitância normalizada é unitária. 
Quando a amostra se aproxima do foco ainda em {\displaystyle z<0}, o aumento da intensidade resulta no efeito de autofocalização. 
Como a amostra se comporta como uma lente convergente, o feixe é focalizado em uma posição anterior a que estava quando existiam apenas
fenômenos lineares, resultando em um feixe com maior área na região do detector e em uma diminuição na intensidade transmitida.
Por outro lado, para a amostra na região {\displaystyle z>0}, o feixe é focalizado em uma posição posterior, diminuindo sua área sobre a íris e, consequentemente, aumentando a transmitância. 
Em {\displaystyle z=0}, há um efeito análogo ao de posicionar uma lente delgada na região de foco de outra lente. 
Para {\displaystyle z>0}, distante do foco, os fenômenos não lineares deixam de ocorrer e, novamente, {\displaystyle T_{N}=1}. 
Caso a amostra utilizada possua não linearidade negativa, os fenômenos descritos terão efeitos contrários, aumentando a transmitância
para {\displaystyle z} negativo e diminuindo para {\displaystyle z} positivo. 
A transmitância medida pelo detector em função da posição da amostra depende, portanto, da magnitude e do sinal de {\displaystyle n_{2}}. 
Para uma amostra puramente refrativa, ou seja, que não apresenta absorção não linear, a relação entre a transmitância normalizada {\displaystyle T_{N}} e a posição {\displaystyle z} da amostra é dada pelo modelo de Sheik-bahae:
{\displaystyle T_{N}(z)=1+{\frac {8\pi }{\lambda }}{\frac {n_{2}I_{0}l_{ef}(z/z_{0})}{\left[1+(z/z_{0})^{2}\right]\left[9+(z/z_{0})^{2}\right]}},}
em que {\displaystyle \lambda } é o comprimento de onda da radiação incidente, {\displaystyle I_{0}} corresponde à intensidade do laser no foco e no eixo, {\displaystyle l_{ef}=\left[1-\exp {(\alpha _{0}l)}\right]/\alpha _{0}} é a espessura efetiva da amostra e {\displaystyle z_{0}} é o comprimento de Rayleigh.

### Configuração aberta
O arranjo experimental referente à configuração aberta é semelhante àquele descrito para a configuração fechada. Contudo, nesse caso a íris é removida e uma segunda lente convergente é posicionada entre a amostra e o detector. 
Essa configuração é sensível a alterações na absorção da radiação, de forma que o coeficiente de absorção de não linear {\displaystyle \Delta \alpha } pode ser determinado.
Apenas quando a amostra está próxima do foco há densidade de fótons suficientemente grande para estimular efeitos não lineares.
Quando o fenômeno de absorção de dois fótons é o mecanismo responsável pela alteração na absorção, o resultado típico de experimentos de varredura-Z na configuração aberta corresponde a um vale em torno da posição {\displaystyle z=0}.
Por outro lado, caso o mecanismo seja a saturação de absorção, a curva corresponde a um pico em torno da posição focal.
Na configuração aberta, a relação entre a transmitância normalizada {\displaystyle T_{N}} e a posição {\displaystyle z} da amostra dada pelo modelo de Sheik-bahae é:
{\displaystyle T_{N}(z)={\frac {1}{{\sqrt {\pi }}q_{0}(z,0)}}\int _{-\infty }^{\infty }\ln \left[1+q_{0}(z,0)\exp \left(-\tau ^{2}\right)\right]\,d\tau ,}
em que {\displaystyle q_{0}(z,0)={\frac {\Delta \alpha I_{0}l_{ef}}{1+\left(z/z_{0}\right)^{2}}}}, {\displaystyle I_{0}} corresponde à intensidade no foco e no eixo, {\displaystyle l_{ef}=\left[1-\exp {(\alpha _{0}l)}\right]/\alpha _{0}} é a espessura efetiva da amostra e {\displaystyle z_{0}} é o comprimento de Rayleigh.

## Fundamentos teóricos
A dependência espacial da intensidade {\displaystyle I} de um feixe com perfil transversal gaussiano é dada por:
{\displaystyle I(r,z)=I_{0}\left({\frac {w_{0}}{w(z)}}\right)^{2}\exp \!\left({\frac {-2r^{2}}{w^{2}(z)}}\right)\,}
em que {\displaystyle r} é a distância radial ao eixo central do feixe, {\displaystyle I_{0}} corresponde à intensidade no foco e no eixo, {\displaystyle w(z)} ao raio do feixe na posição {\displaystyle z} e {\displaystyle w_{0}=w(z=0)} é a cintura do feixe. 
O raio do feixe em função da posição {\displaystyle z} é:
{\displaystyle w(z)=w_{0}{\sqrt {1+\left({\frac {z}{z_{0}}}\right)^{2}}}\,}
em que {\displaystyle z_{0}} é o comprimento de Rayleigh.